# 四合乡 (林甸县)
四合乡，是中华人民共和国黑龙江省大庆市林甸县下辖的一个乡镇级行政单位。

## 行政区划
四合乡下辖以下地区：
联合村、丰田村、东胜村、福发村、合胜村、永乐村、学田村、永合村、新风村、长胜村和新生村。